# Hunter (serie de televisión)

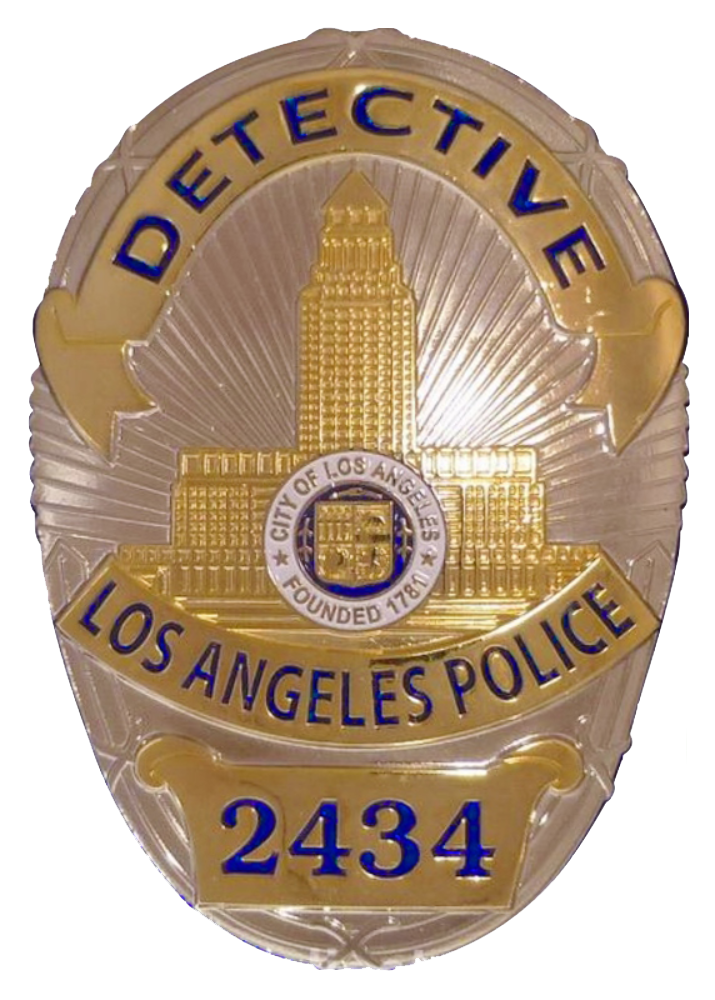
Hunter (serie de televisión) Insignia del Departamento de Policía de Los Ángeles, LAPD

Hunter (conocida en algunos países de Hispanoamérica como El cazador) es una serie de televisión estadounidense creada por Frank Lupo y emitida por la cadena NBC entre 1984 y 1991. Fue protagonizada por Fred Dryer como el sargento Rick Hunter y Stepfanie Kramer como la sargento Dee Dee McCall. Kramer dejó la serie luego de la sexta temporada.
En el año 2003 se grabaron cinco nuevos capítulos de la serie, aunque solamente fueron emitidos los tres primeros tras la cancelación de la serie. Además fueron estrenados tres telefilmes: The Return of Hunter (1995), Hunter, Return to Justice (2002) y Hunter: Back in Force (2003).

## Reparto

### Serie original
| Actor              | Personaje                          |
| ------------------ | ---------------------------------- |
| Fred Dryer         | Richard "Rick" Hunter              |
| Stepfanie Kramer   | Dee Dee McCall (1984–90)           |
| Darlanne Fluegel   | Joanne Molenski (1990–91)          |
| Lauren Lane        | Chris Novak (1991)                 |
| Arthur Rosenberg   | Lester D. Cain (1984/1987)         |
| John Amos          | Dolan (1984–85)                    |
| Bruce Davison      | Wyler (1985–86/1987)               |
| Charles Hallahan   | Charles "Charlie" Devane (1986–91) |
| John Shearin       | Ambrose Finn (1985–88)             |
| James Whitmore Jr. | Bernie Terwilliger (1984–86)       |
| Garrett Morris     | Arnold "Sporty" James (1986–89)    |
| Perry Cook         | Barney Udall (1986–90)             |
| Stanley Kamel      | Brad Wilkes (1987–88)              |
| Paul Mantee        | Tom Clayton (1989-1991)            |
| Courtney Barilla   | Allison Novak (1991)               |
| Robert Firth       | Riley Causland (1986)              |

### Serie de 2003
| Actor            | Personaje             |
| ---------------- | --------------------- |
| Fred Dryer       | Richard "Rick" Hunter |
| Stepfanie Kramer | Dee Dee McCall        |
| Mike Gomez       | Roberto Gallardo      |
| Michelle Gold    | Cynthia Monetti       |
| Sid Sham         | Sid Keyes             |
| Meredyth Hunt    | Krysta Carson         |
| Frank Grillo     | Terence Gillette      |
| Alex Mendoza     | Anthony Santiago      |